# (32842) 1992 EO13
1992 EO13 (asteroide 32842) é um asteroide da cintura principal. Possui uma excentricidade de 0.26832940 e uma inclinação de 4.34941º.
Este asteroide foi descoberto no dia 2 de março de 1992 por UESAC em La Silla.